# Lawi Kiptui
Lawi Kiptui, född 1993, är en kenyansk långdistanslöpare. 
Han vann Stockholm marathon år 2018 på tiden 2:13:30.

## Personliga rekord
| Distans      | Tid (min) | Datum       | Plats      |
| ------------ | --------- | ----------- | ---------- |
| Halvmarathon | 1:01:36   | 27 apr 2014 | Nice (FRA) |
| Marathon     | 2:13:21   | 1 okt 2017  | Lyon (FRA) |

Alla resultat är hämtad från IAAF-profil.